# عبد الله مبارك الزايد
عبد الله مبارك خميس مبارك الزايد (مواليد 11 أكتوبر 1990 في البحرين) هو لاعب كرة قدم بحريني يجيد اللعب في خط الدفاع. يلعب حاليا لصالح البديع الذي ينافس في الدوري البحريني الممتاز منذ 2021.